# Будущее зависит от тебя
Соревнования по футболу среди детей-сирот «Будущее зависит от тебя» (полное название — Открытые всероссийские соревнования по футболу среди команд детских домов и школ-интернатов «Будущее зависит от тебя») — ежегодная международная детская социальная программа ПАО «Мегафон».
Цели проекта — повысить интерес к спорту и здоровому образу жизни у участников, развить их коммуникационные навыки и улучшить самооценку, создать мотивацию к обучению и развитию, предоставить возможность выбора профессии футболиста, а также помочь найти новые семьи. Ежегодно с февраля по апрель дети из детских домов и школ-интернатов России и других стран соревнуются на городских и региональных отборочных этапах, а в мае команды-победители встречаются в финале в Сочи, чтобы побороться за главный приз — поездку в Лондон в футбольный клуб «Арсенал».

## «Измени одну жизнь»
С 2014 года вместе с фондом «Измени одну жизнь» «МегаФон» снимает видеоанкеты участников турнира, которые помогают ребятам от 10 лет и старше обрести семью.

## История соревнований
С 2005 по 2017 годы в турнире приняли участие более 34 тысяч ребят и 3,5 тысячм команд детских домов и школ-интернатов из 140 городов России, Таджикистана, Южной Осетии, Абхазии, Латвии, Китая и Белоруссии.

### 2005: Первый чемпионат в Санкт-Петербурге.
История проекта началась в декабре 2005 года, когда в Санкт-Петербурге стартовал I чемпионат, который собрал 300 детей в возрасте от 12 до 16 лет и 39 команд из 23 детских домов. Главным призом стала поездка в Лондон и посещение матча «Челси» — «Манчестер Юнайтед».

### 2006—2008: Новые регионы-участники
В следующем чемпионате 2006—2007 годов участвовали ребята из семи регионов Северо-Запада, за главный приз сражались 80 команд и более 600 детей из 74 детских домов в возрасте от 12 до 16 лет. Прошел конкурс детского рисунка среди болельщиков, победители которого вместе с тройкой лидеров чемпионата отправились в хорватский Загреб на матч ЕВРО-2008 между Россией и Хорватией. Чемпионат 2007/08 также проходил на Северо-Западе. В нем участвовали 70 команд из девяти городов: Санкт-Петербурга, Архангельска, Мурманска, Петрозаводска, Череповца, Вологды, Калининграда, Пскова и Новгорода. Снова проводился творческий конкурс на тему «Общение в движении». Финал прошел в Санкт-Петербурге, а лучшие команды попали в Москву на финальный матч Лиги чемпионов.

### 2009: Выход на всероссийский уровень
В 2009 году чемпионат впервые вышел на всероссийский уровень. За выход в финал сражались около 1,5 тысяч детей из 158 детских домов и школ-интернатов со. Отборочные матчи прошли в Хабаровске, Иркутске, Улан-Удэ, Новосибирске, Красноярске, Кемерово, Екатеринбурге, Нижнем Новгороде, Казани, Воронеже, Краснодаре, Санкт-Петербурге и Москве. В каждом регионе играли команды двух возрастных категорий: младшая группа (12-13 лет) и старшая группа (14-15 лет). Главным призом для победителей стала поездка в Лондон. Дети посетили матч «Арсенал» — «Халл Сити» и тренировочную базу «Арсенала», где встретились с тренером клуба Арсеном Венгером и футболистом Андреем Аршавиным. Было принято решение сделать поездку традиционной.

### 2010: Соревнования выходят за пределы России
Пятый чемпионат 2010 года принял команды из Абхазии и Таджикистана, общее количество участников составило около двух тысяч человек, в отборочных соревнованиях играли 230 команд. Победители снова отправились в Лондон.

### 2010—2015: Финал в Сочи
С 2010 года финал соревнований «Будущее зависит от тебя» проводится в Сочи. В 2014 году впервые в истории турнира среди участников появились ребята из Латвии, Севастополя и Керчи. В этом же году вместе с фондом «Измени одну жизнь» «МегаФон» начал снимать видеоанкеты участников соревнований в возрасте от 10 лет и старше, чтобы помочь им найти новых родителей. В 2015 году за право выхода в финальную часть турнира в отборочных играх боролись уже более 6 тысяч детей и 700 команд детских домов и школ-интернатов из России, Китая, Казахстана, Латвии, Таджикистана и Южной Осетии.

### 2016: Обновленный бренд и новые партнеры
Во второе десятилетие своей жизни соревнования «Будущее зависит от тебя» вошли с новым логотипом, объединившим три элемента, которые лежат в основе турнира: футбольный мяч, звезду как символ победы и цветок как символ детства. Цвета логотипа остались традиционными: зеленый, белый и фиолетовый.
При поддержке МИД РФ впервые в истории турнира во время призовой поездки в Лондон юные футболисты были приглашены на приём в Посольство России в Великобритании и лично встретились с Послом Александром Яковенко.

### 2017: Признание Президентом РФ, подготовка к международному этапу
В 2017 году в соревнованиях приняли участие пять тысяч участников и 800 команд из 140 городов семи стран, организовать их помогали 1100 экспертов и специалистов и 500 волонтеров. Соревнования были отмечены Президентом России Владимиром Путиным, который пригласил победителей посмотреть первый матч Кубка Конфедераций 2017 Россия — Новая Зеландия на стадионе «Санкт-Петербург».
 Во встрече приняли участие игроки команд «Оренбуржье» (г. Орск) и «Галактика» (Смоленская область), победившие в финале XII Соревнований «Будущее зависит от тебя» в мае 2017 года в Сочи, а также ребята из команды «Тотем» (Красноярский край) — победителя турнира 2010 года и серебряного призера чемпионата мира среди детских домов и школ-интернатов (Варшава, июль 2017 года). 

## Чемпионат мира среди детей-сирот «Будущее зависит от тебя»
В мае 2018 года при поддержке международных благотворительных организаций Save the Children и Street Child United «МегаФон» провёл чемпионат мира среди детей-сирот «Будущее зависит от тебя» накануне чемпионата мира в России.
Победителем турнира среди юношей стала команда из Узбекистана.

## Награды и премии
- Победа в номинациях «Некоммерческое мероприятие года» и «Спортивное событие года» ежегодной национальной премии «Событие года» (2014)[7]
- Победа в номинации «Программы по филантропии. Благотворительная и спонсорская помощь» проекта BestinCSR (2016)[8]
- «Лучшее спортивное мероприятие» — премия Event Awards Central Asia (2016)[9]
- Первое место в номинации «Лучший социальный проект в спорте» премии PROsport Awards (2014)[10]
- Победа в номинации «Некоммерческое мероприятие года» ежегодной национальной премии «Событие года» (2014)[11]
- Награда в номинации «Развитие местных сообществ и волонтерская деятельность» премии People Investor (2013)[12]
- Проект вошел в каталог «Лучших социальных проектов России» (2012—2015)[13]
- Mеждународная премия «Peace and Sport» в номинации «Социальная инициатива года» (2012)[14]

## Профессиональные футболисты — участники соревнований «Будущее зависит от тебя»
- Алексей Скворцов — победитель соревнований «Будущее зависит от тебя» в 2005 и 2006 годах.
- Парвиз Алиев[15] (р. 1999), Худжанд (Таджикистан) — чемпион соревнований 2011 года.